# Friedrich Boie
Friedrich Boie (4. juni 1789 i Meldorf, Holsten - 3. marts 1870 i Kiel) var en tysk ornitolog, entomolog og jurist.
Han var søn af lyrikeren Heinrich Christian Boie og bror til herpetologen Heinrich Boie. Friedrich Boie forvaltede hans bror Heinrichs bo efter dennes død på Java og offentliggjorde hans breve med beskrivelser af mange arter af krybdyr og padder.
Friedrich Boie skrev regelmæssigt videnskabelige artikler i tidsskriftet Isis udgivet af Lorenz Oken. Han har videnskabeligt adskillige dyrearter og -slægter, og blev i 1860 optaget i Deutsche Akademie der Naturforscher Leopoldina.

## Literatur
- Karl August Möbius (1870). "Friedrich Boie † Nekrolog". Journal für Ornithologie. Bd. 18 (3): 231-233. Arkiveret fra originalen 29. december 2014. Hentet 15. august 2014.